# Panneau de signalisation routière en Italie
Les panneaux de signalisation routière en Italie sont très variés et ils sont différenciés par leurs couleurs : bleu pour les itinéraires routiers, vert pour les autoroutes, blanc pour les centres-villes. Les zones industrielles sont signalées en lettres jaune sur un fond noir et les sites touristiques sont indiqués en lettres blanches sur un fond marron.
Pour les sorties sur autoroute, plusieurs panneaux sont utilisés. Le premier est un panneau vert indiquant le nom de la sortie (généralement la ville la plus proche). Puis un second panneau, bleu, indique les principales villes que l'on peut rejoindre en empruntant la sortie en question. Enfin, deux panneaux sur portique sont placés au début de la voie de décélération. Un premier panneau signale la direction pour continuer sur l'autoroute et l'autre indique la sortie matérialisée par une flèche blanche sur un fond vert.
Le designer des panneaux de signalisation modernes italiens était Michele Arcangelo Iocca.

## Panneaux d'information

### Informations utiles à la conduite
| Description                                                                                        | Panneau classique | Panneau autoroutier | Variantes |
| -------------------------------------------------------------------------------------------------- | ----------------- | ------------------- | --------- |
| Aire d'autoroute                                                                                   |                   |                     |           |
| Route à chaussées séparées                                                                         |                   |                     |           |
| Contrôle électronique de la vitesse                                                                |                   |                     |           |
| Début de voie express / autoroute                                                                  |                   |                     |           |
| Point kilométrique                                                                                 |                   |                     |           |
| Fin de route à chaussées séparées                                                                  |                   |                     |           |
| Possibilité de changer de sens de circulation                                                      |                   |                     |           |
| Niche de secours                                                                                   |                   |                     |           |
| Niche de secours dotée d'une borne d'appel d'urgence                                               |                   |                     |           |
| Tunnel                                                                                             |                   |                     |           |
| Pont                                                                                               |                   |                     |           |
| Traversée de piétons                                                                               |                   |                     |           |
| Traversée de cyclistes                                                                             |                   |                     |           |
| Hôpital                                                                                            |                   |                     |           |
| Voie sans issue                                                                                    |                   |                     |           |
| Annonce de voie sans issue                                                                         |                   |                     |           |
| Sens unique                                                                                        |                   |                     |           |
| Secours                                                                                            |                   |                     |           |
| Route réservée aux véhicules à moteur                                                              |                   |                     |           |
| Vitesse conseillée                                                                                 |                   |                     |           |
| Fin de vitesse conseillée                                                                          |                   |                     |           |
| Zone résidentielle                                                                                 |                   |                     |           |
| Fin de zone résidentielle                                                                          |                   |                     |           |
| Franchissement piétonnier (le personnage descend si passage souterrain et monte si passage aérien) |                   |                     |           |
| Bus scolaire                                                                                       |                   |                     |           |
| Annonce d'itinéraire conseillé aux poids-lourds                                                    |                   |                     |           |
| Itinéraire conseillé aux poids-lourds                                                              |                   |                     |           |
| Tourne-à-gauche indirect                                                                           |                   |                     |           |
| Tourne-à-gauche semi-direct                                                                        |                   |                     |           |
| Couloir de bus                                                                                     |                   |                     |           |
| Limitations de vitesse différentes selon la voie                                                   |                   |                     |           |
| Voies interdites aux poids-lourds                                                                  |                   |                     |           |
| Ajout d'une voie                                                                                   |                   |                     |           |
| Réduction d'une voie                                                                               |                   |                     |           |
| Zone 30                                                                                            |                   |                     |           |
| Fin de zone 30                                                                                     |                   |                     |           |
| Zone à trafic contrôlé                                                                             |                   |                     |           |
| Fin de zone à trafic contrôlé                                                                      |                   |                     |           |
| Zone piétonne                                                                                      |                   |                     |           |
| Fin de zone piétonne                                                                               |                   |                     |           |
| Col ouvert                                                                                         |                   |                     |           |
| Col fermé                                                                                          |                   |                     |           |
| Restrictions de stationnement                                                                      |                   |                     |           |
| Ville                                                                                              |                   |                     |           |
| Fin de ville                                                                                       |                   |                     |           |
| Limitations générales en Italie                                                                    |                   |                     |           |
| Limitations générales à Saint-Marin                                                                |                   |                     |           |

## Galerie de photographies

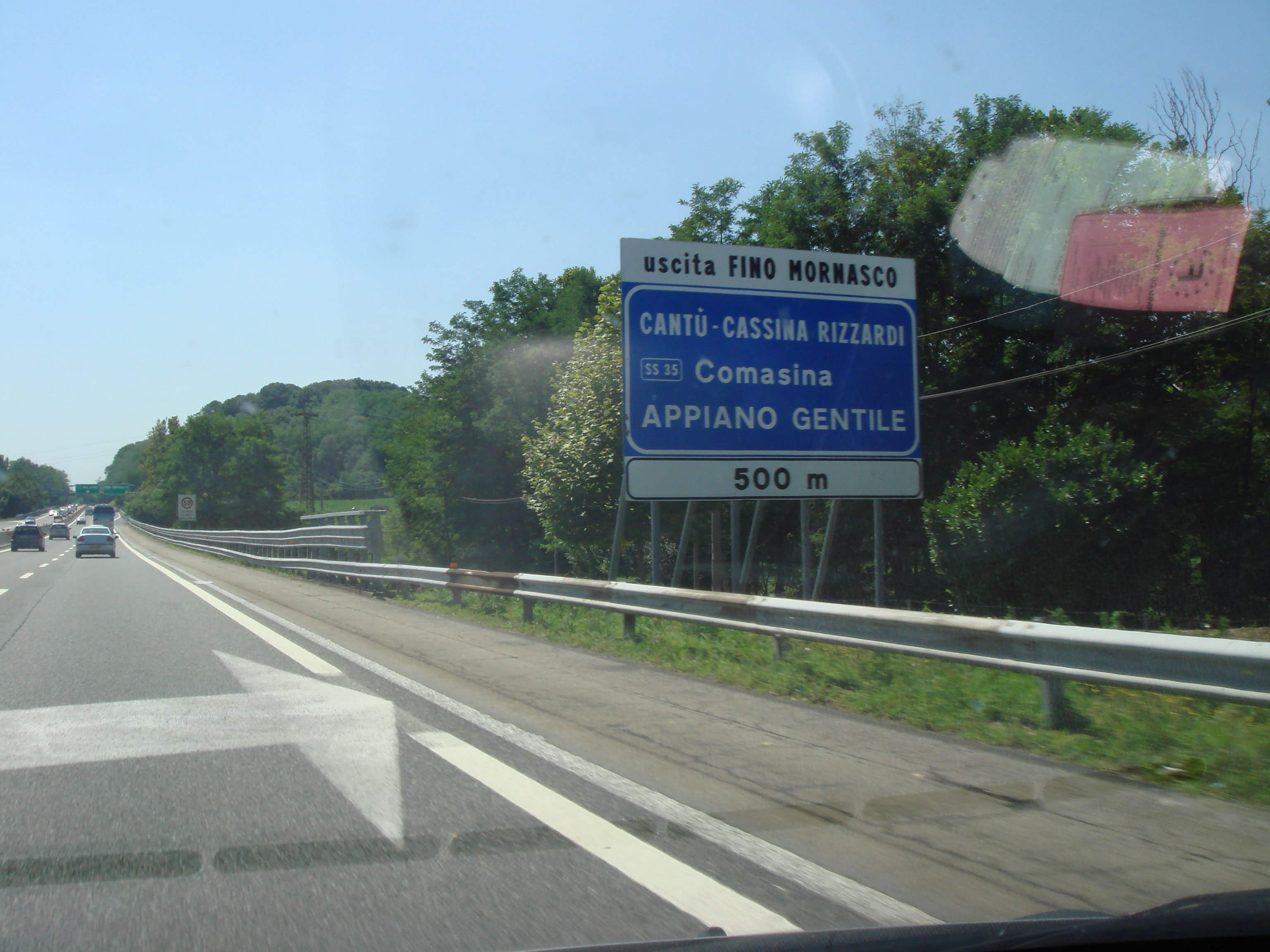
Sortie "Fino Mornasco" (panneau bleu).
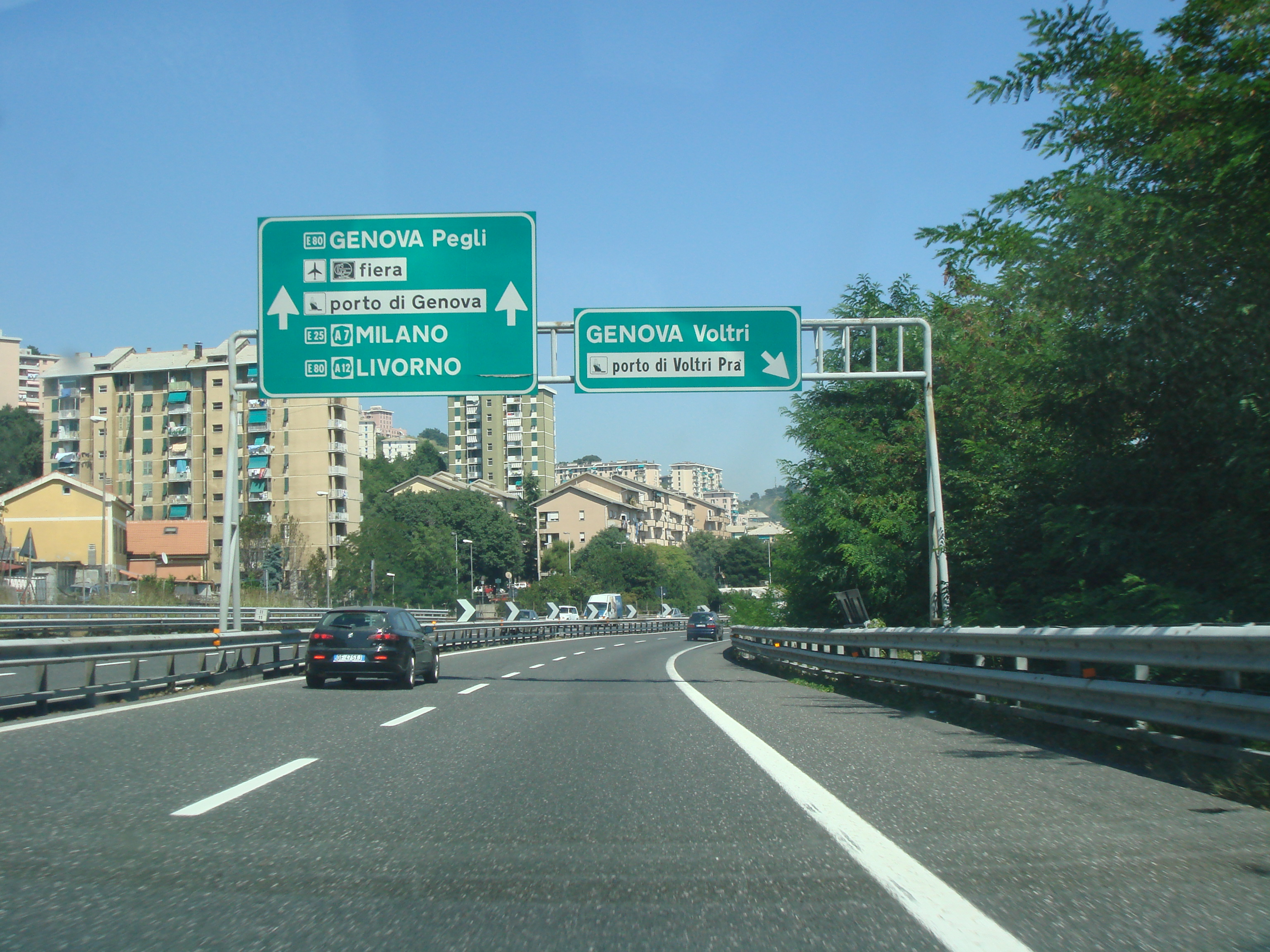
Sortie d'autoroute (panneaux sur portique).
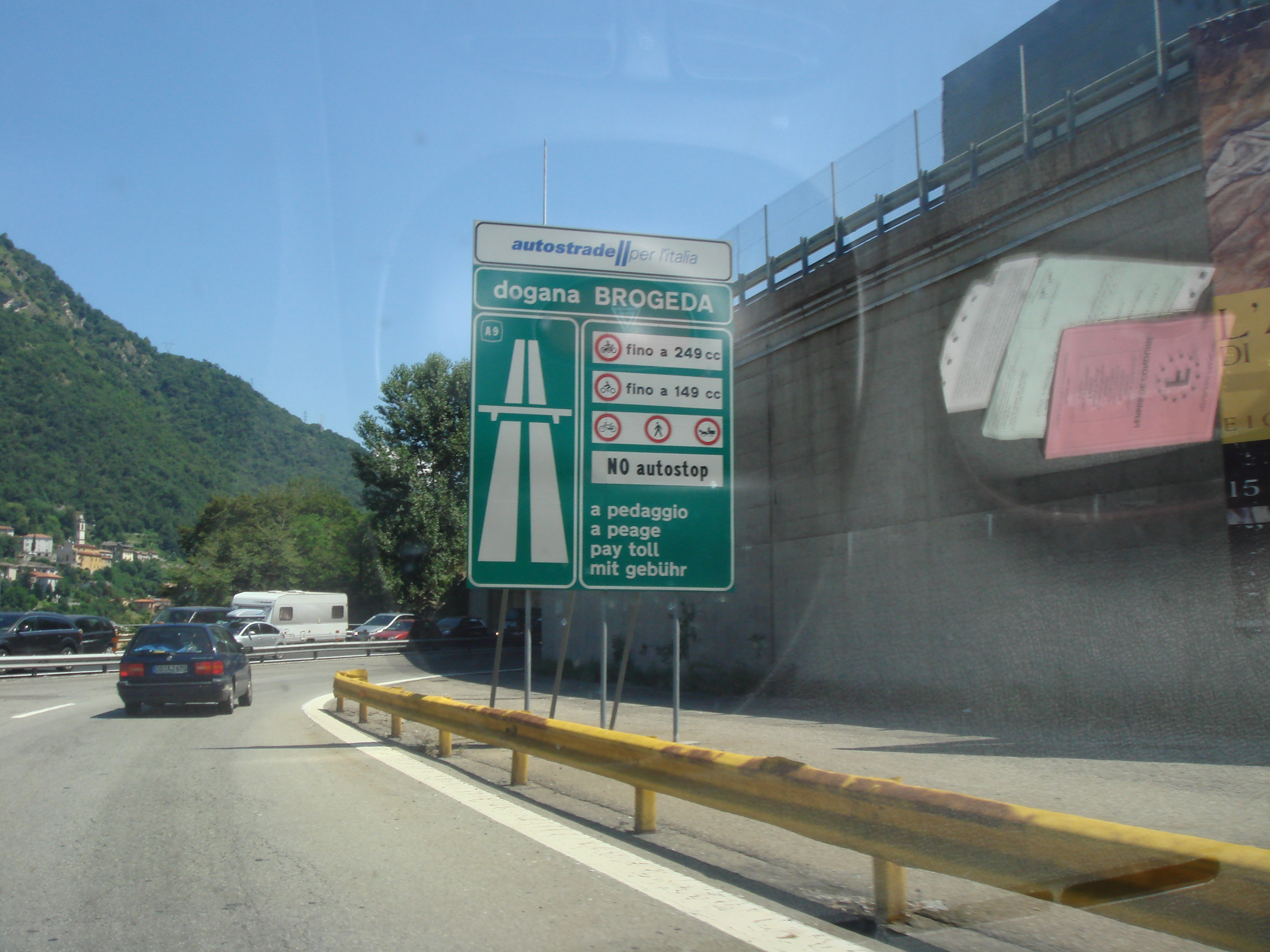
Panneau d'entrée d'autoroute.
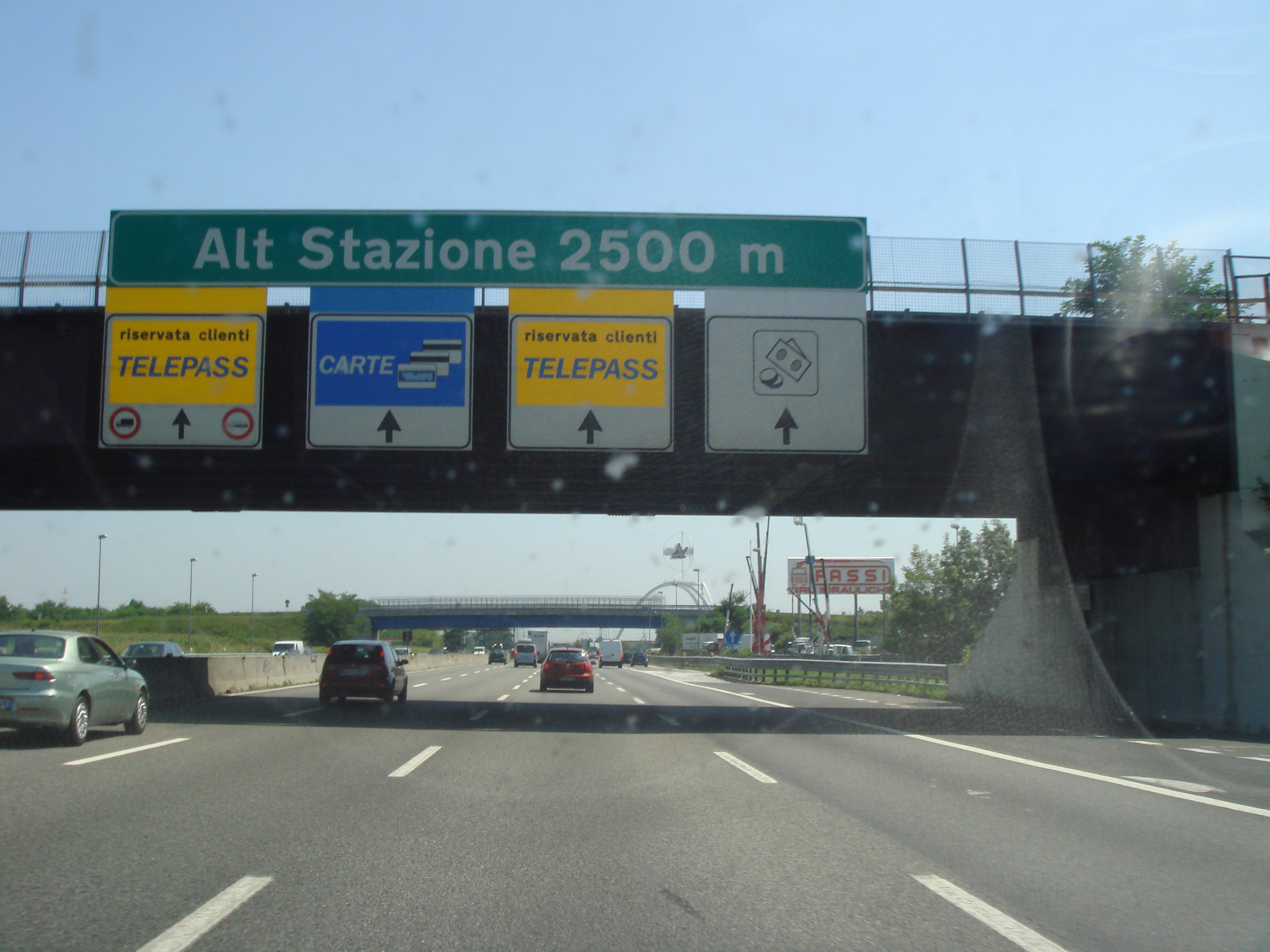
Péage sur autoroute (alt stazione).
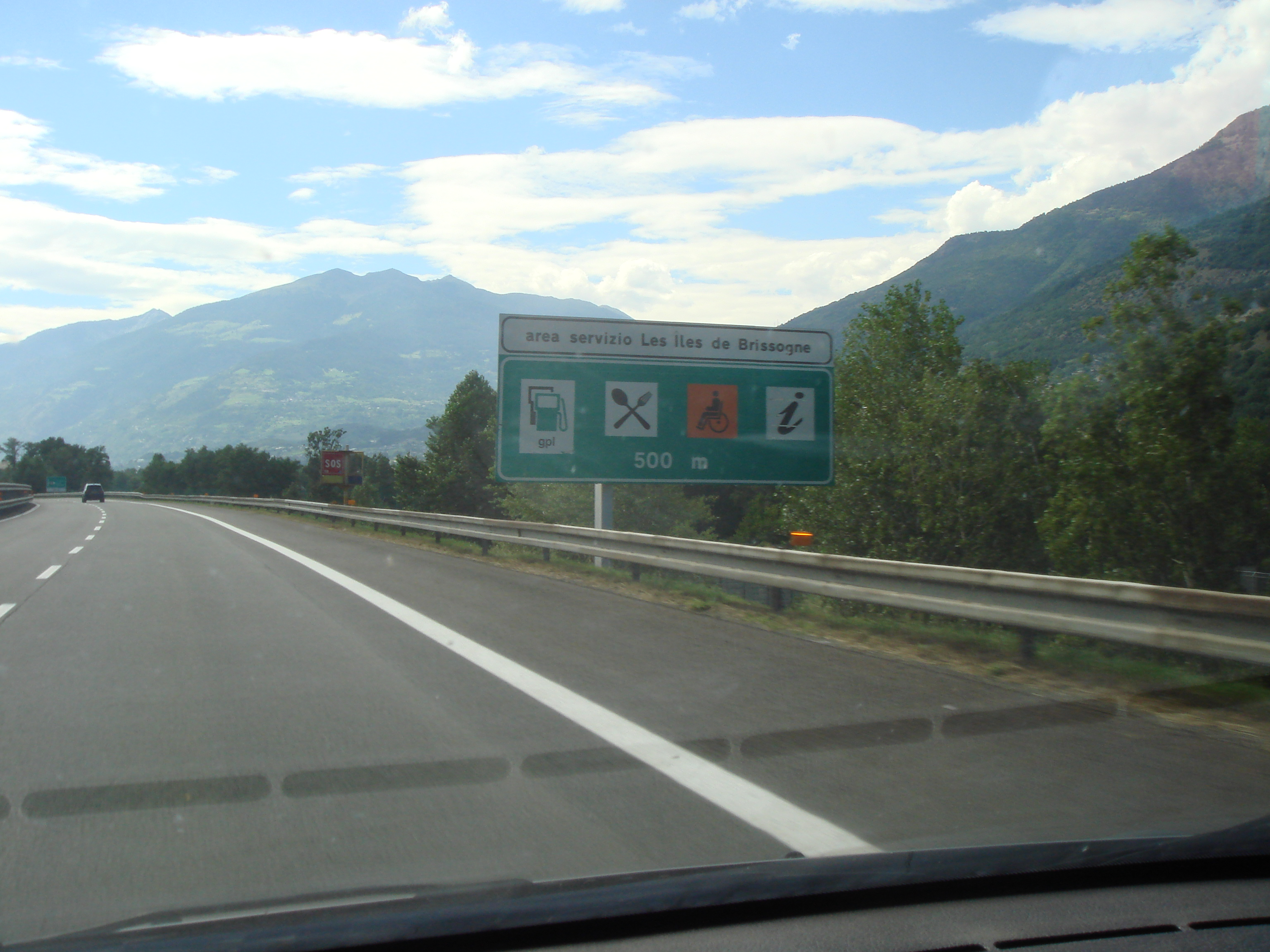
Annonce d'une aire de service sur autoroute.
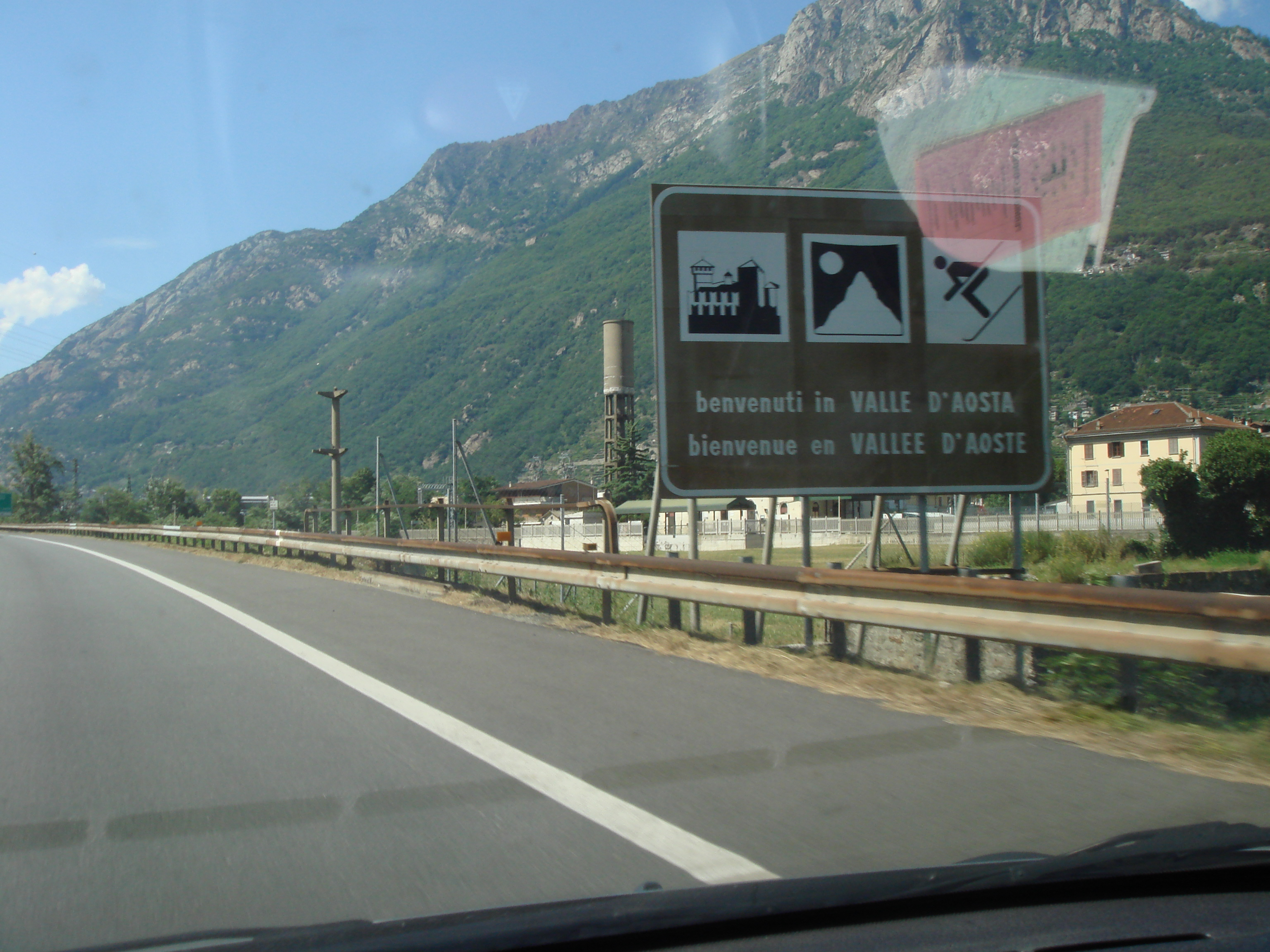
Panneau de bienvenue en Vallée d'Aoste à Pont-Saint-Martin.
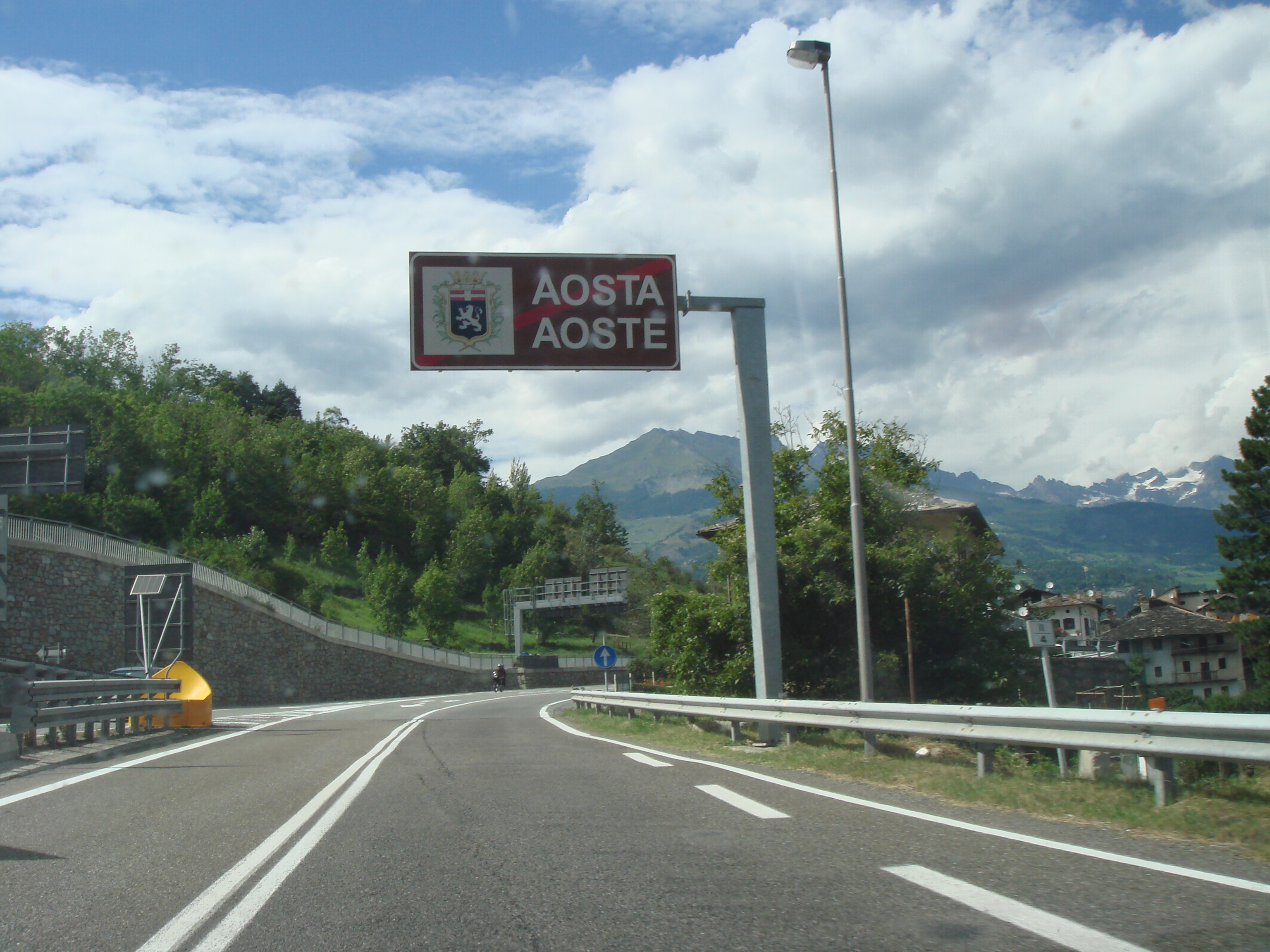
Fin de l'agglomération d'Aoste à Variney.